# Dorchester Town FC
Dorchester Town FC is een Engelse voetbalclub uit Dorchester, Dorset. De club werd in 1880 opgericht.
De club speelde voor het eerst competitievoetbal in de Western League Second Division in het seizoen 1947/48, na 3 seizoenen werd de titel behaald. De First Division werd later gewoon de Western Football League toen de Second Division opgeheven werd. In 1954 werd Dorchester kampioen maar moest tot 1972 wachten vooraleer naar de Southern League gepromoveerd werd.
Tussen 1954 en 1960 werd 2 keer de 2de ronde van de FA Cup bereikt en verloor beide keren met 2-5 van respectievelijk York City en Plymouth Argyle. De eerste ronde werd nog in 3 andere seizoenen bereikt.
De eerste seizoenen in de Division One South van de Southern League waren maar middelmatig maar na een goed seizoen promoveerde de club in 1978 naar de hoogste klasse. Na slechts 7 overwinningen het volgende seizoen degradeerde de club. Dorchester werd een echte liftploeg die tussen de eerste en tweede klasse pendelde maar vestigde zich in 1987 voor bijna 15 jaar in de eerste klasse alvorens te degraderen naar de Division One East. Tijdens deze periode werd de hoogste plaats ooit bereikt, namelijk 4de in 1997/98.
Na 2 seizoenen in 2de werd de titel op de laatste speeldag van 2002/03 behaald en keerde de club terug naar de hoogste klasse. Na het seizoen 2003/04 werd de League door elkaar geschud door de oprichting van 2 nieuwe divisies tussen de Football Conference en de 3 klassen daaronder (Southern League, Northern Premier League en Isthmian League). Dorchester werd geplaatst in de Conference South. In het eerste seizoen werd net promotie gemist naar de Conference National.